# LEGEND (MAKAIのアルバム)
『LEGEND』（レジェンド）は、日本のクラブ、ハウスアーティストであるMAKAIのカバーアルバムである。BMG JAPANより2009年3月25日にリリース。

## 概要
MAKAI名義としては初のカバーアルバムである。ゲスト・ボーカリストを迎え往年のクラブ・クラシックの楽曲をカバーしている。

## 収録曲
1. I Believe In Miracles feat. LISA
ジャクソン・シスターズ（英語版）の楽曲をカバー
2. Relight My Fire feat. Ryohei & 傳田真央
ダン・ハートマンの楽曲をカバー
3. Dreamin' feat. 日之内エミ
ロリータ・ハラウェイの楽曲をカバー
4. Finally feat. BENI
シー・シー・ペニストン（英語版）の楽曲をカバー
5. Gypsy Woman feat. yolis
クリスタル・ウォーターズ（英語版）の楽曲をカバー
6. I Know You, I Live You feat. AISHA
チャカ・カーンの楽曲をカバー
7. The Boss feat. 日之内エミ
ダイアナ・ロスの楽曲をカバー